# Criolo & Emicida Ao Vivo
Criolo & Emicida Ao Vivo é um álbum ao vivo em colaboração entre os rapper's brasileiros Criolo e Emicida. Foi lançado em 2 de Julho de 2013, pelas gravadoras Oloko Records, Laboratório Fantasma. A gravação do DVD aconteceu em setembro de 2012, no Espaço das Américas, em São Paulo. Todo o material do projeto foi disponibilizado para descarga digital, de forma gratuita no site da dupla. E disponibilizado para descarga digital paga no iTunes Store. Toda a gravação do DVD foi registrada em preto e branco.

## Faixas
| N.º | Título                                     | Duração |  |
| 1.  | "Zica Vai Lá"                              | 3:58    |  |
| 2.  | "Dedo Na Ferida"                           | 3:46    |  |
| 3.  | "Rua Augusta"                              | 2:57    |  |
| 4.  | "Mariô"                                    | 4:27    |  |
| 5.  | "Subirusdoistiozin"                        | 3:31    |  |
| 6.  | "Demorô"                                   | 3:33    |  |
| 7.  | "Viva (Melô Dos Vileiros)"                 | 3:33    |  |
| 8.  | "Só Mais uma Noite" (com Evandro Fióti)    | 3:08    |  |
| 9.  | "Não Existe Amor Em SP"                    | 6:32    |  |
| 10. | "Linha de Frente" (com Rodrigo Campos)     | 4:00    |  |
| 11. | "A Cada Vento"                             | 4:03    |  |
| 12. | "Outras Palavras"                          | 4:54    |  |
| 13. | "Lion Man"                                 | 4:07    |  |
| 14. | "Grajauex"                                 | 3:11    |  |
| 15. | "Triunfo"                                  | 4:33    |  |
| 16. | "Capítulo 4, Versículo 3" (com Mano Brown) | 2:07    |  |
| 17. | "Vida Loka I" (com Mano Brown)             | 4:31    |  |
| 18. | "Bogotá"                                   | 6:09    |  |